# Spelfout

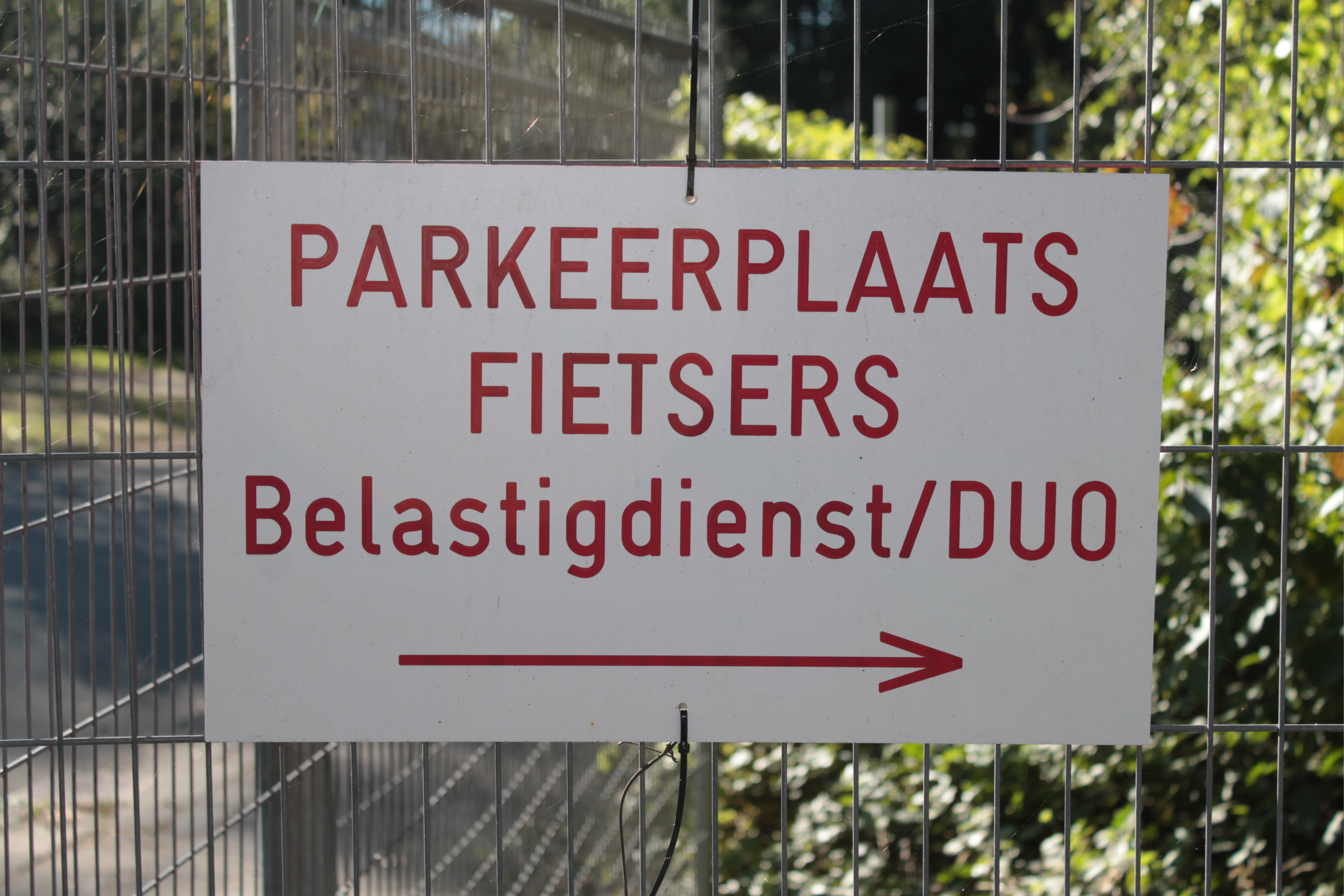
Spelfout op een informatiebordje bij het kantoorgebouw Kempkensberg in Groningen (2011)

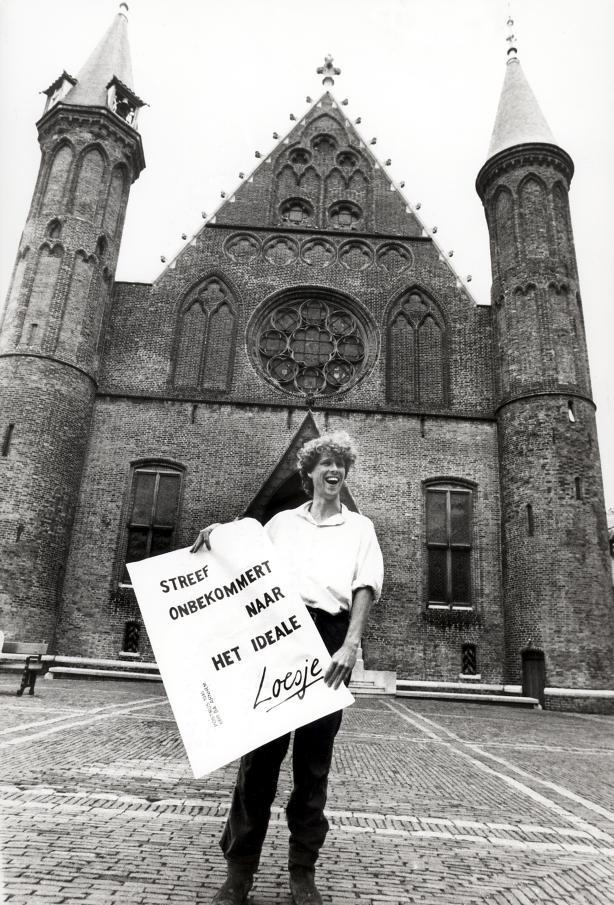
De politieke partij "Loesje" werd gepresenteerd door lijsttrekker Niels van de Griend op het Binnenhof met een pamflet waarop staat "streef onbekommert naar het ideale (6 mei 1986)

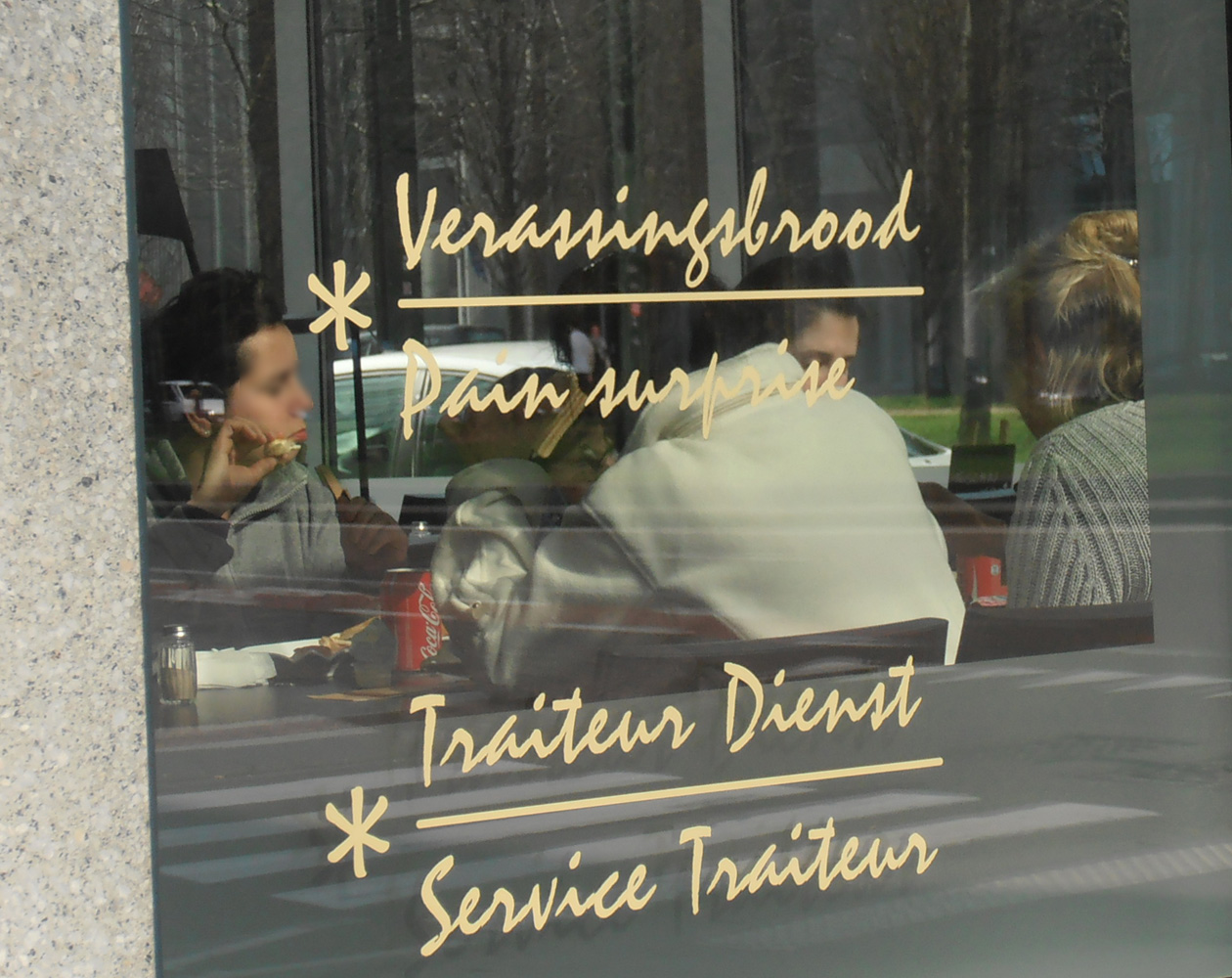
Een spelfout (boven) en onjuist spatiegebruik (beneden)

Een spelfout is een fout in de spelling, de schrijfwijze van een woord. 
Het kan gaan om:
- het gebruik van een of meer verkeerde letters of het weglaten van letter(s) om een klank weer te geven, bijvoorbeeld taksi in plaats van taxi, hij bied in plaats van  hij biedt, buro in plaats van bureau, aktie in plaats van actie, konein in plaats van konijn.
- het weglaten of ten onrechte plaatsen van diakritische tekens:  industriëel in plaats van industrieel, industriele in plaats van industriële, béarnaisesaus in plaats van bearnaisesaus, crepepapier in plaats van crêpepapier.
- een verkeerd gebruik van hoofdletters: TV in plaats van tv, de cultuur der eskimo's in plaats van de cultuur der Eskimo's, de Noordelijke ijszee in plaats van de Noordelijke IJszee.
- het foutief aan elkaar of los schrijven van woorden: achterin een boek in plaats van achter in een boek; de aardigheid is er af in plaats van de aardigheid is eraf; vervoers bedrijf in plaats van vervoersbedrijf.
- het niet gebruiken van hoofdletters waar dat wel moet: de hoofdstad van nederland is amsterdam in plaats van de hoofdstad van Nederland is Amsterdam.

## Didactiek
In de spellingdidactiek maakt men onderscheid naar het soort fouten dat verbeterd moet worden, omdat elke soort fout zijn eigen aanpak behoeft; bijvoorbeeld:
- fouten tegen de regels (zoals open en gesloten lettergreep, verdubbeling van medeklinkers)
- weglatingen (bijvoorbeeld eind-n bij werkwoorden)
- fouten bij "onthoudwoorden" (die nu eenmaal zo worden geschreven), zoals ei/ij, ou/au, c/k.
- fouten bij verbuiging en vervoeging
- meervoudsvormen en verkleinwoorden
- auditieve fouten (schrijver verwart bijvoorbeeld g/ch, v/f, s/z)

Andere fouten in het schrijven van teksten zijn dan meestal van grammaticale aard, bijvoorbeeld verkeerde woordvolgorde of fouten tegen enkelvouds- of meervoudsvorm. Zie bijvoorbeeld 't Kofschip of Smurfenregel.

## Oorzaken
De oorzaak van een spelfout ligt, anders dan bij een traditionele druk- of zetfout, bij de auteur. (Het onderscheid is met de komst van moderne tekstverwerkings- en zetsystemen goeddeels weggevallen.) We onderscheiden een aantal oorzaken:
- Gebrek aan kennis. De correcte schrijfwijze van woorden verandert in het Nederlands. 
  - Dit kan komen doordat een taal "leeft", zodat bepaalde spellingvarianten als ouderwets worden ervaren (encyclopaedie).
  - Het kan ook komen door de met name sinds de jaren 90 opgelegde spellingwijzigingen, die voor de nodige verwarring hebben gezorgd. Zo weten bijvoorbeeld sommige (vooral oudere) Nederlandse taalgebruikers nog steeds niet dat kippenhok niet als kippehok gespeld dient te worden.
- Verwarring of interferentie met andere talen. Mensen die ook veel in het Engels of Frans schrijven of uit deze talen vertalen zullen bij het schrijven  van Nederlands eerder geneigd zijn tot het verwarren van  cognaten, zodat ze bijvoorbeeld electronisch in plaats van elektronisch schrijven.
- Gebrek aan (grammaticaal) inzicht. Vele taalgebruikers kunnen niet altijd inschatten welke regels van toepassing zijn; zo levert de "analogieregel" nogal eens problemen op: ik zwem, hij zwemt; ik rijd, hij rijdt.
- Wijziging van correcte spelling. Als een tekst is geschreven voordat de laatste spellingwijziging heeft plaatsgevonden, is er niet zozeer sprake van een spelfout als wel van verouderde spelling.
- Slordigheid. Als een tekst snel geschreven is, zonder dat deze nauwkeurig is nagelezen, blijven er vaak spelfouten in zitten.
- Bewuste keus. Het is mogelijk, dat iemand zich uitstekend bewust is van de correcte spelling, maar daar toch bewust van afwijkt en dus een alternatieve spelling toepast, bijvoorbeeld omdat hij/zij het niet eens is met de regels of om een humoristisch effect te creëren.

Deze oorzaken kunnen elkaar overlappen. Als men een spellingonderscheid (bijvoorbeeld bij dt-regels) niet belangrijk vindt, vindt men het niet de moeite waard de regels te onthouden en toe te passen. Er is dan een gebrek aan kennis en een keuze voor een eenvoudiger spelling (wat ook een keuze kan betekenen om verschillende varianten goed genoeg te vinden, bijvoorbeeld alle varianten met de juiste uitspraak).

## Gevolgen
Gevolgen van spelfouten zijn meestal minimaal. Men leest namelijk gemakkelijk over spelfouten heen. Vaak is de correcte spelling te herleiden uit het verkeerd geschreven woord of uit de context. Als een zin meerdere spelfouten bevat, wordt het lezen moeilijker. Het duurt langer voordat een tekst begrepen wordt, maar toch is de lezer meestal creatief genoeg om uiteindelijk de juiste tekst te kunnen extraheren.
Spelfouten kunnen wel grote sociale of maatschappelijke gevolgen hebben. Zo dienen zij in sollicitatiebrieven zeker vermeden te worden. En meer in het algemeen kan een slecht gespelde tekst ergernis en dus weerstand oproepen bij een ontwikkelde lezer. Diens respect voor de schrijver neemt daardoor af. Door een bewust of onbewust receptieproces kan dan ook de boodschap die die tekst biedt minder serieus worden genomen. Eenzelfde effect kan optreden waar de foute spelling een onbedoeld betekenisverschil teweegbrengt: leiden ("leiding geven") tegenover lijden ("ondergaan"), een hard gelag ("een zwaar lot") tegenover een hard gelach ("luide hilariteit"), verassing ("crematie") tegenover verrassing ("het verrassen"). Dergelijke fouten worden meestal ook niet ontdekt door de spellingcontrole.

## Alternatieve spellingen
Zoals er bij de uitspraak van woorden veel varianten voorkomen (die dialect, regiolect of sociolect genoemd worden), bestaan er ook varianten in de spelling; deze worden vaak spelfout genoemd. De Nederlandse spelling is weliswaar bij wet geregeld, maar de spelling is alleen voorgeschreven voor de overheid en voor schoolexamens. Strikt genomen kunnen anderen, onder wie scholieren buiten de examens, dus geen spelfouten maken.
Er is een lange geschiedenis van alternatieve spellingen. Multatuli spelde zy en wy in tegenstelling tot veel van zijn tijdgenoten. Uitgebreide voorstellen tot spellingwijziging zijn gedaan door R.A. Kollewijn in zijn artikel Onze lastige spelling. Een voorstel tot vereenvoudiging uit 1891. Veel van die voorstellen zijn intussen opgenomen in de officiële spelling. Er zijn perioden geweest waarin in veel uitgaven min of meer kollewijniaans gespeld werd, zoals in de jaren twintig (bijvoorbeeld in het werk van Paul van Ostaijen) of in progressieve uitgaven vanaf de jaren zestig van de twintigste eeuw (taksi, buro, aktie, aksie of zelfs axi). In de spelling-Kollewijn  is logies met ontbijt dubbelzinnig. 
Rond de spellingwijziging van 2006 ontstond nogal wat commotie, zodat enkele grote kranten in Nederland besloten een alternatieve spelling te volgen, de 'witte spelling' van het Witte Boekje.
Andere alternatieve spellingen zijn ontstaan uit de behoefte om digitaal overgebrachte boodschappen kort te houden, zoals ff voor even. Door een groot aantal afkortingen in een bericht kan een niet-ingewijde grote moeite hebben om de tekst te volgen.

## Spellingcontrole
Er wordt tegenwoordig op grote schaal gebruikgemaakt van automatische spellingcontrole, met name in tekstverwerkers, maar de  programma's daarvoor hebben nog veel beperkingen. Zo worden bijvoorbeeld minder gangbare woorden vaak niet herkend.

## Trivia
Door een simpele spelfout heeft de inmiddels wereldwijd gebruikte internetzoekmachine Google destijds die naam, en niet de naam 'Googol', gekregen. Het was de intentie van medeoprichter Larry Page om de zoekmachine te vernoemen naar het getal googol, doch door een spelfout van Sean Anderson, medebedenker van de naam, is de zoekmachine uiteindelijk 'Google' gaan heten.